# Den hvide slavehandels sidste offer
Den hvide Slavehandels sidste Offer er en dansk stumfilm fra 1911, instrueret af August Blom og produceret af Nordisk Film Kompagni. Filmen blev produceret for at kapitalisere på noget af den overvældende succes, den noget skandaløse forgænger Den hvide slavehandel var blevet mødt med. Ligesom forgængeren blev også denne film en stor publikumssucces og solgte i omkring 260 kopier.
Filmen havde dansk premiere den 23. januar 1911 i Panoptikon og blev distribueret til flere lande i Europa og USA.

## Baggrund
| „ | Allevegne mindes man endnu, hvilke Imponerende Succes vort første, gribende Billede fra Slavehandlens skumle Enemærker opnaaede, og hvorledes alle var enige om at understrege dets store Betydning for Folkets Oplysning. Derfor fører vi nu et ny Skuespil fra denne Sfære frem for Folket: Samfundsdramaet: "Den hvide Slavehandlers sidste Offer". Atter skal Publikums – Hundredetusinder – flokkes tæt foran det hvide Lærred. – Thi denne Film skal alle se!!! | “ |
|   | — Nordisk Films oplysningsmateriale |   |

Filmen indgik i rækken af film omkring temaet: unge hvide piger der blev kidnappet og holdt fanget og i overhængende fare for at blive seksuelt forulempet. Nordisk Film havde allerede i 1907 lavet filmen Den hvide slavinde, og foruden forgængeren Den hvide slavehandel, passede også filmen Mormonens offer godt ind i denne genre – her er slaveholderen en mormon der vil indlemme den stakkels pige i sit harem. Selskabet insisterede på at de udelukkende lavede filmene for at belyse det sociale problem med hvid slavehandel – om end filmenes mange letpåklædte kvinder i udfordrende positurer syntes nok så meget at havde været fokusset.

## Handling
| „ | Den hvide Slavehandel – tre Ord fulde af Uhygge og Rædsel, der bringer det ængstelige Moderhjerte til at skælve, og jager Harmens og Skammens Rødme op i en Faders Kinder, tre Ord der frækt grinder af al det tyvende Århundredes Civilisation og Fremskridt! | “ |
|   | — Nordisk Films oplysningsmateriale |   |

Edith von Felsen (Clara Wieth) er en ung troskyldig pige af en god familie, som uheldigvis lige har mistet sin mor og nu står helt alene i verden, henvist til at understøtte sig selv. Med ved moderens begravelse, modtager den stakkels pige et brev fra en sin tante (Ingeborg Rasmussen) der bor i London. Tanten tilbyder Edith at hun kan komme og bo hos sig så længe hun ønsker.
Edith sælger da straks sit hus og begiver sig af sted med toget. I kupeen sidder hun og ser drømmende ud over landskabet der suser forbi, da en elegant dame (Julie Henriksen) begynder at snakke med hende og udspørge hende om hendes personlige forhold. Efter at have fået Ediths livshistorie og nuværende situation, stiger damen af toget igen. På platformen går hun hen til en elegant klædt, men mørk og skummel, mand. Damen fortæller nu manden om Edith, hendes navn og destination. På vej om bord på færgen, følges Edith med damen mens manden haster til telegrafstationen, hvor han afsender to telegrammer; et til tanten hvori han informere hende om at Edith er blevet forsinket, og et til slavebandens hovedkvarter med besked om at møde dem med en et køretøj de kan fragte den værdifulde slavelast i. Om bord på færgen møder Edith den unge ingeniør Faith (Lauritz Olsen) der betaget af hendes skønhed, begynder at snakke med hende. Men damen afbryder dem så han ikke for mulighed for at forpurre deres skumle planer.
Efter skibet har lagt til, mødes Edith af den bil som slavehandleren har bestilt over telegram. En person i vognen viser pigen et falsk brev der påstår at komme fra tanten, så hun tager sin afsked med Faith og stiger ind i bilen. Netop som bilen kører af sted ser Faith at Edith har tabt sin lommebog. I bogen finder han Edits tantes adresse som han allerede næste besøger for at give Edith lommebogen tilbage – og måske se mere til hende. Men til hans rædsel opdager han her at Edith aldrig er ankommet, og videre at tanten slet ikke har sendt bilen, da hun jo havde fået besked om at pigen var blevet forsinket. Faith prøver nu at få politiet til at hjælpe, men de afviser da de påpeger at pigen jo selv frivilligt er kørt med bilen.
I mellemtiden har slavehandlerne kørt Edith til en afsidiges men fornem villa i byens udkant. Edith er tiltænkt en gamle libertiner – Grev X (Carl Schenstrøm) – som har bestilt en ung, smuk pige af god familie til at forsøde sit liv med. Edith er ankommet til villaen, men har stadig ikke den fjerneste mistanke om uærligt spil. Hun modtages af en overdådigt klædt dame, der venligt præsenterer det "kære barn barn" for sin mand og fører hende ovenpå til et gæsteværelse – og samtidigt informeres greven om at hans vare er velankommet og "til disposition". Der arrangeres et aftenselskab hvor Edith skal fremvises for greven, for at se om han er tilfreds med leveringen. Da han ser pigens overstrømmende skønhed, er han ovenud tilfreds og udbetaler straks et større depositum.
Imidlertid er der til selskabet også en anden mand der fænges af Ediths skønhed, nemlig den stenrige Mr. Bright (Otto Lagoni), og eftersom han langt overstiger resten af det fordærvede selskab i både udseende og dannelse, får han snart Ediths opmærksomhed. Han beslutter da at købe hende for sig selv, og prøver at overbyde greven. Da dette mislykkedes haster han til en forbryderbule hvor han hyrer nogle skurke til at stjæle Edith når hun dagen efter skal transporteres til grevens hjem. Overfaldet lykkedes, og den stakkel pige kidnappes endnu en gang. Hun fragtes til Brights hjem hvor hun brutalt smides ind i et rum. Efter et stykke tid kommer Bright til hende, og informere hende om sagens rette sammenhæng – hun er nu hans ejendom! Da hun modsætter sig hans tilnærmelser, bliver han rasende og sætter en kreolsk udseende kvinde til at bevogte hende. Han vil nu sulte hende til lydighed!
Greven der er snydt for hans slavepige, kræver af slavehandlerne at de skaffer hende tilbage. Handlerne opsøger da Bright på dennes klub og bebrejder ham højlydt tyveriet af pigen. Men tæt på mændenes skænderi sidder Faith tilfældigvis også, og han overhører dem og fatter straks mistanke om at det kunne være hans Edith de skændes om. I mellemtiden har Edith vækket kreolerindens medlidenhed, så hun går med på at bringe et brev fra Edith til tanten. Edith skriver et brev hvor hun beder tanten få Faith til at komme sig til undsætning. Men samtidigt har slavesælgerne valgt at skride aktivt ind for at få pigen tilbage og ligeså snart kreolerinden kommer ud med brevet bliver hun overfaldet af banditterne. Efter at have læst brevet beslutter banditterne at slippe kreolerinden løs, så hun kan varsko Faith – og så planlægger banditterne at stjæle hende tilbage når Faith har gjort det hårde arbejde med at redde hende ud fra Brights hus. Og præcist som planlagt observerer de kort efter Faith komme hastende til, og lidt senere komme ud med den stakkels pige. Lynhurtigt overfalder de ham, slår ham bevidstløs og tager pigen. Kreolerinden iler til og vækker Faith tilbage til live, som straks sætter efter banditterne i en hæsblæsende biljagt, som dog ender med at Faiths bil eksploderer. Men samtidigt som slavehandlerne kører triumferende bort, har kreolerinden resolut sprunget op bag deres bil. Faith tvinger med sin pistol en anden bil til endnu engang at forfølge slavehandlerne. Han møder op med kreolerinden der nu har set hvor banditterne har ført Edith hen – til et "berygtet hus"! Han får varskoet politiet, og efter nogle yderligere forviklinger endeligt befriet fortvivlede Edith fra de rå banditter. Faith lover nu han aldrig vil forlade hende – et løfte hun glædeligt tager imod.

## Rolleliste
| Skuespiller        | Rolle                       |
| ------------------ | --------------------------- |
| Clara Wieth        | Edith von Felsen            |
| Lauritz Olsen      | ingeniør Faith              |
| Thora Meincke      | kreolerinden                |
| Otto Lagoni        | mr. Bright                  |
| Frederik Jacobsen  | leder af slavehandlerbanden |
| Peter Nielsen      | Brutal bandit               |
| Julie Henriksen    | Ediths rejseledsager        |
| Ingeborg Rasmussen | Ediths tante                |
| Svend Bille        | slavehandler                |
| Otto Detlefsen     |                             |
| Maggi Zinn         | fangevogterske              |
| Carl Schenstrøm    | grev X                      |
| Sofus Wolder       | elegant herre               |
| Aage Brandt        |                             |
| Axel Boesen        | selskabsgæst                |
| Doris Langkilde    |                             |
| Ella la Cour       |                             |
| Franz Skondrup     |                             |

## Titler
Alternative dansk titel:
- Den Hvide slavehandel II

Udenlandske titler:
- eng. In the hands of impostors (No. 2)
- ty. Die weisse Sklavin (II. Bild)